# Korkek
Korkek (Quercus suber) är ett träd inom eksläktet och familjen bokväxter.
Med kork menas såväl ämnet korkekbark som i överförd bemärkelse de av ämnet kork tillverkade korkar som används som förslutning av flaskor och annat.

## Beskrivning
Trädet kan bli upp till 20 meter högt och blommar från april till maj. Det är grönt året om, liksom kermeseken och steneken och bildar öppna skogar med rik undervegetation. Bladen liknar stenekens, men arten känns lättast igen på den tjocka, svampiga och djupt fårade gråa barken.

## Habitat

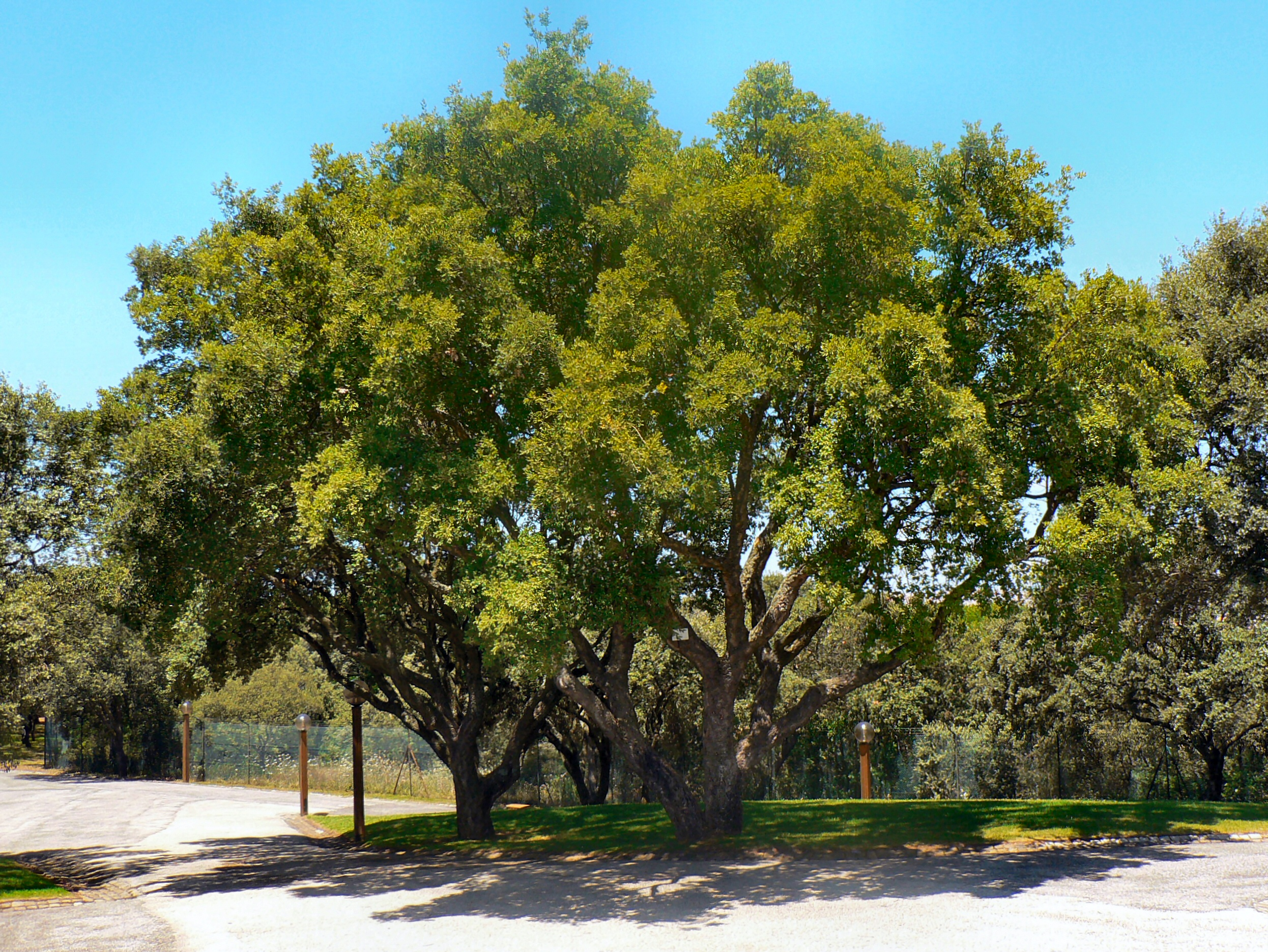
En grupp prydnadskorkekar i Parque da Serafina i Lissabon, fredade för avbarkning

Korkek finns huvudsakligen i Portugal, men även i Spanien, södra Frankrike, Italien och nordvästra Afrika och har även planterats som prydnadsväxt, bland annat på Kanarieöarna.
Skogar av korkek och stenek har skövlats, och har ibland ersatts med eucalyptus.

## Biotop
Korkek trivs bäst i savannliknande landskap.
Korkeklundar runt Medelhavet har en mycket stor biologisk mångfald då det gäller växter, fåglar och insekter, faktiskt jämförbara med de svenska öppna kulturlandskapen.

## Skörd

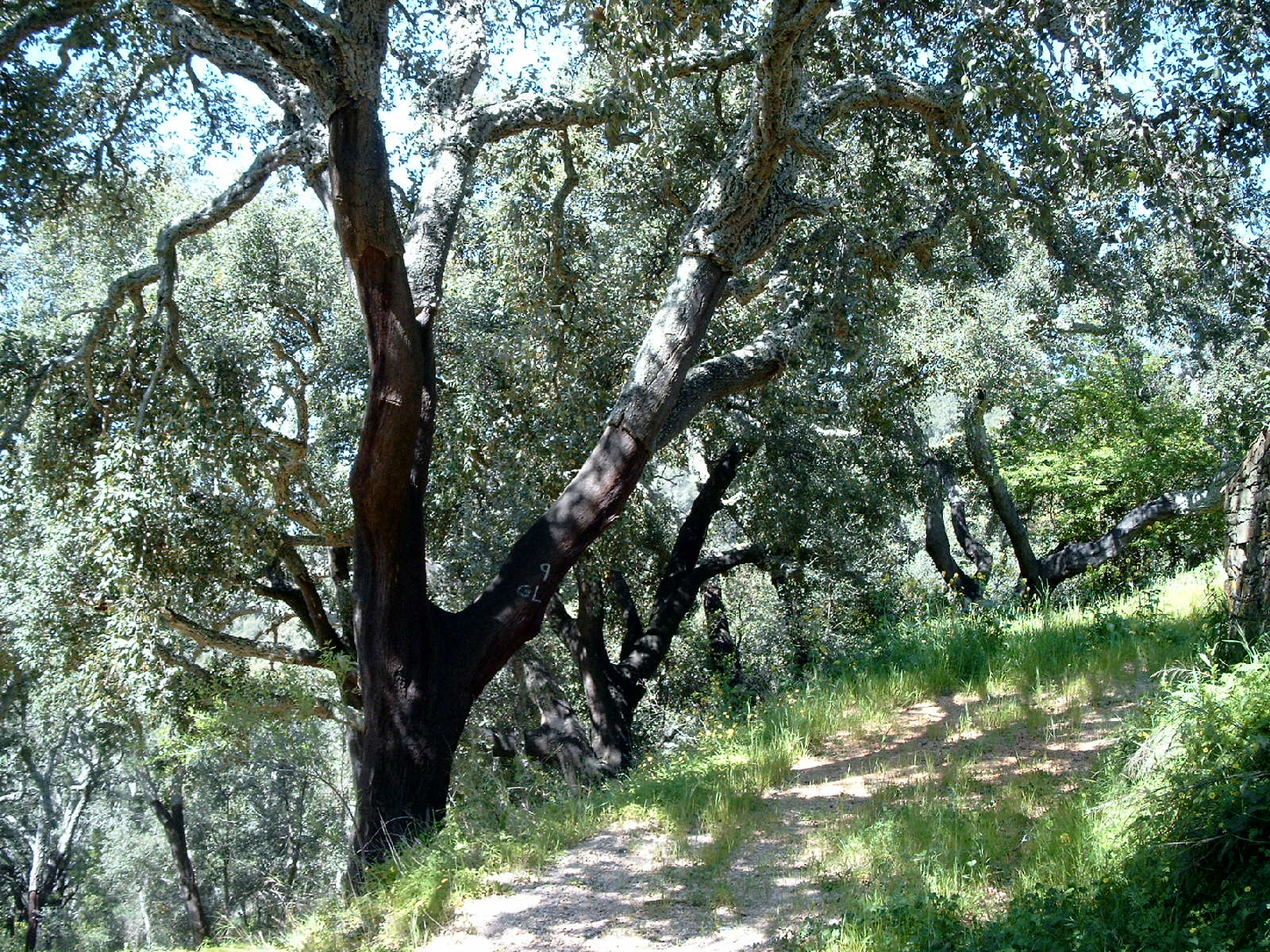
Korkeklund i Algarve 2004.
På det närmaste trädet syns det målade årsmärket 9 jämte andra identifikationer.

Vid 25 års ålder kan korkekens bark skördas för första gången, sedan i intervaller om sju till tio år. Barken skärs bort i stora sjok från trädets nedre del, men så länge underbarken inte skadas överlever trädet.
Man vill att barken ska ha torkat ut någorlunda efter regn, vilket innebär skörd i perioden från slutet maj efter blomningstidens slut till slutet juli.
I Portugal är korkbarkskörd omgärdad av noggranna bestämmelser:
- Stammens omkrets måste vara minst 70 cm, vilket tar ca 30 år.
- Skalning av bark får göras upp till en höjd av högst 3 × omkretsen.
- Nästa skörd får inte ske förrän tidigast efter 9 år. För att man ska kunna hålla reda på det, målas efter skörden årtalets sista siffra på den avskalade stammen.
Detta innebär, att skörd kan ske bortåt 20 gånger under trädets livstid, som är ungefär 200 år.

## Användning och egenskaper
Kork är ett mycket användbart material med goda egenskaper, och korkek odlas kommersiellt, främst i Portugal, i övrigt i Spanien och Algeriet. Hälften av jordens samlade korkkonsumtion kommer från Portugal. De två första skördarna används till mindre krävande fall. Först vid tredje skörden är kvaliteten hög nog för korktillverkning. Detta innebär att inte förrän efter bortåt 50 år kan det göras korkar av korkekbark.  

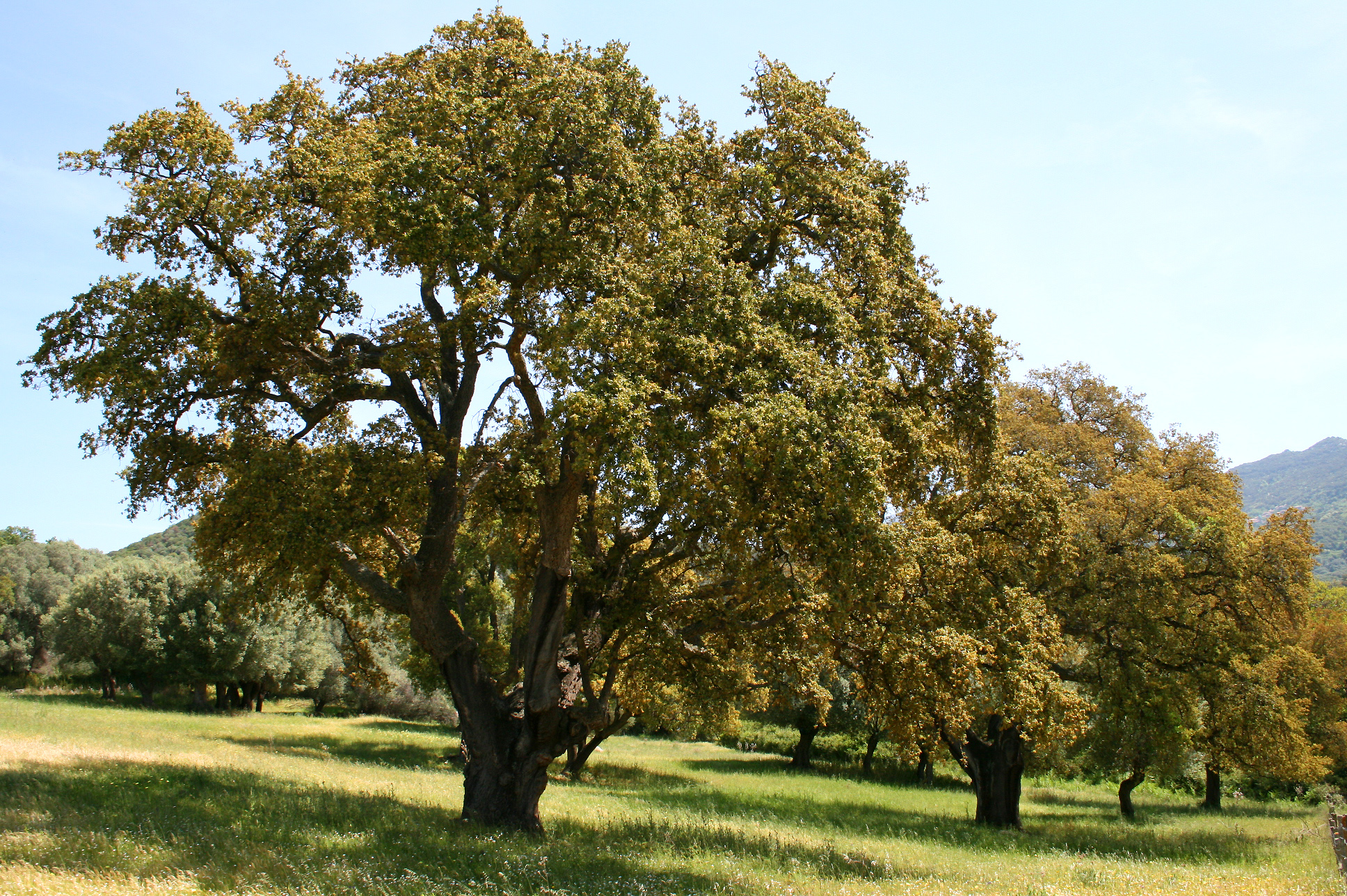
Korkekodling

Odlingarna består av mellan 80 och 120 träd/ha.
Tack vare att korkcellerna snart dör och är skiktade, luftfyllda och inlagrade med suberin, är det praktiskt taget ogenomtränglig för gaser och vatten. Materialet är i hög grad kompressibelt. Förutom som buteljkork används kork även till flöten, byggmaterial och skosulor. En teknisk tillämpning är som vibrationsdämpande underlag till vibrerande maskiner.
Numera ersätts kork till vinflaskor allt oftare med plast, vilket kan betraktas som ett hot mot korkeken.

## Tillverkning

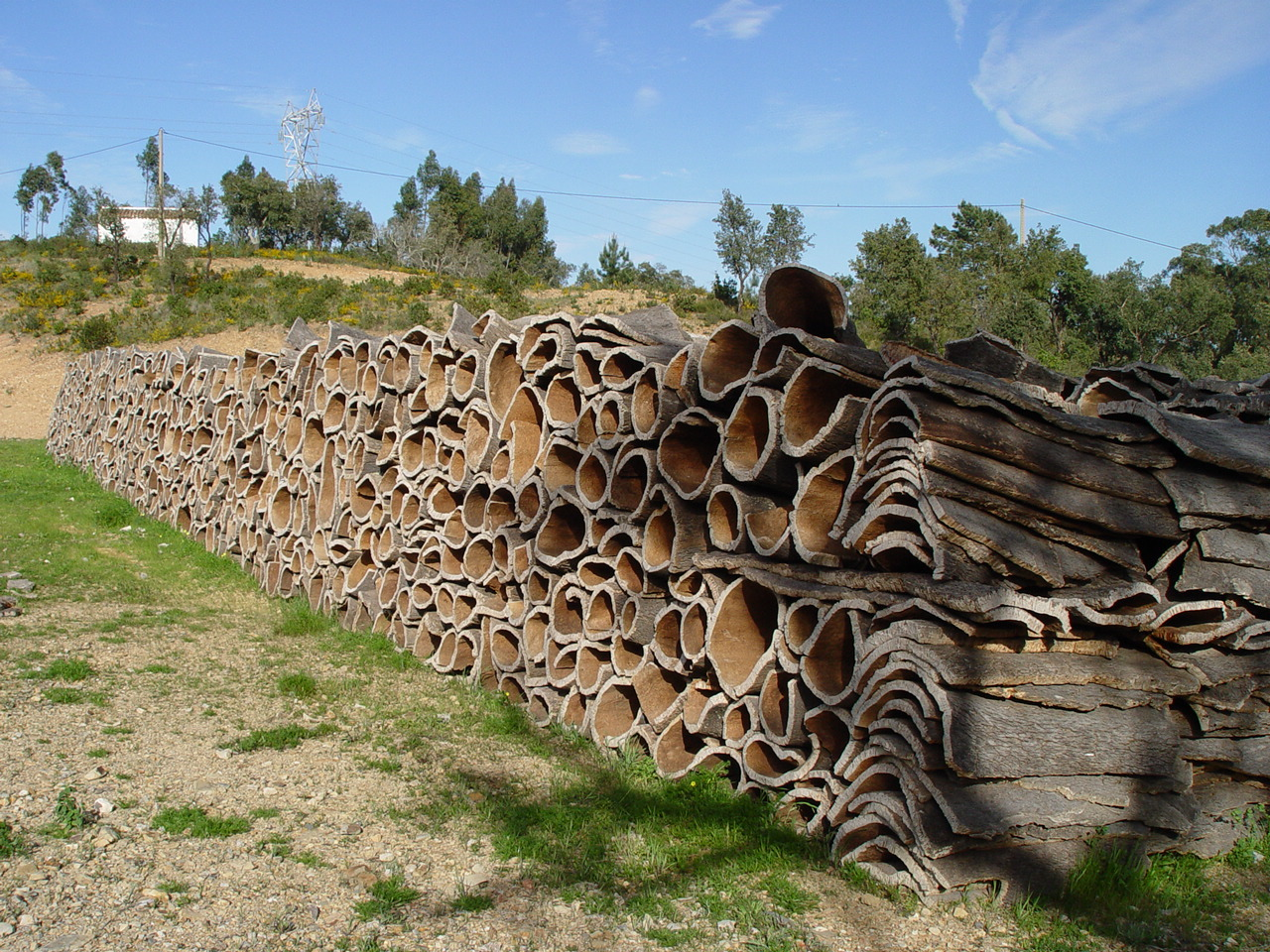
Nyskördad korkbark på tork.

Efter skörd läggs barken till torkning ungefär 1 år hos de företag som tillverkar korkprodukter.  Först tvättas korksjoken och plattas ut. Sämre delar skärs bort med kniv, varefter återstoden formatjusteras och sorteras efter kvalitet. Korkämnen, s.k. mynt, stansas ut.
Färdiga korkar läggs i etanol, som extraherar vissa ämnen. Efter en tid görs laboratorieanalys för kontroll att partiet inte innehåller några skadliga ämnen, som kan ge korksmak åt det vin, som korken avses försluta i vinflaskan. En eller annan kork tas stickprovsvis ut, läggs i en provburk, där kontrollanter doftar efter misstänkt lukt. Godkända partier läggs i påsar, som går till inhemska vinproducenter och export.

## Korksmak
Det är numera mycket sällan ett vin blir fördärvat av korksmak, men för säkerhets skull ska vid en privat bättre middag en liten mängd av vinet traditionellt provsmakas och godkännas av middagens värd som fritt från korksmak. Först därefter serveras vinet till gästerna. På en restaurang av bättre klass görs provsmakningen av sommelieren stående intill bordet, där värden sitter. Sommelieren använder inte ett glas vid provet, utan en liten metallskopa, som hänger i ett snöre runt sommelierens hals. Underkänd flaska byts ut kostnadsfritt.

## Bevarandestatus
Beståndet hotas i några regioner där kulturlandskapet förändras. Även svampar från släktet där potatisbladmögel ingår kan skada flera exemplar. Populationen i Europa minskar men trädet är fortfarande vanligt förekommande. IUCN listar korkek som livskraftig (LC).

## Korkek i kulturen

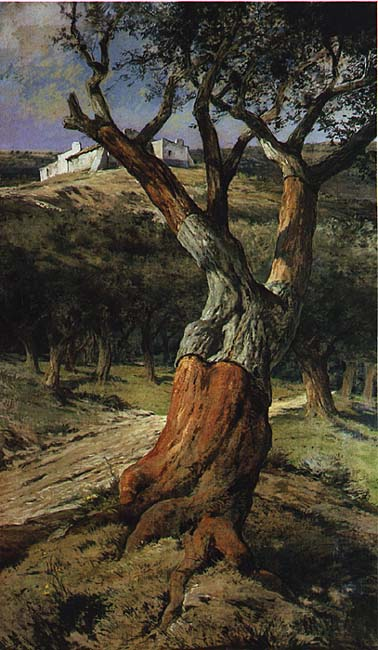
Målning av Carlos de Bragança

Tjuren Ferdinand är känd för att älska att sitta under en korkek och lukta på blommor.

## Bilder

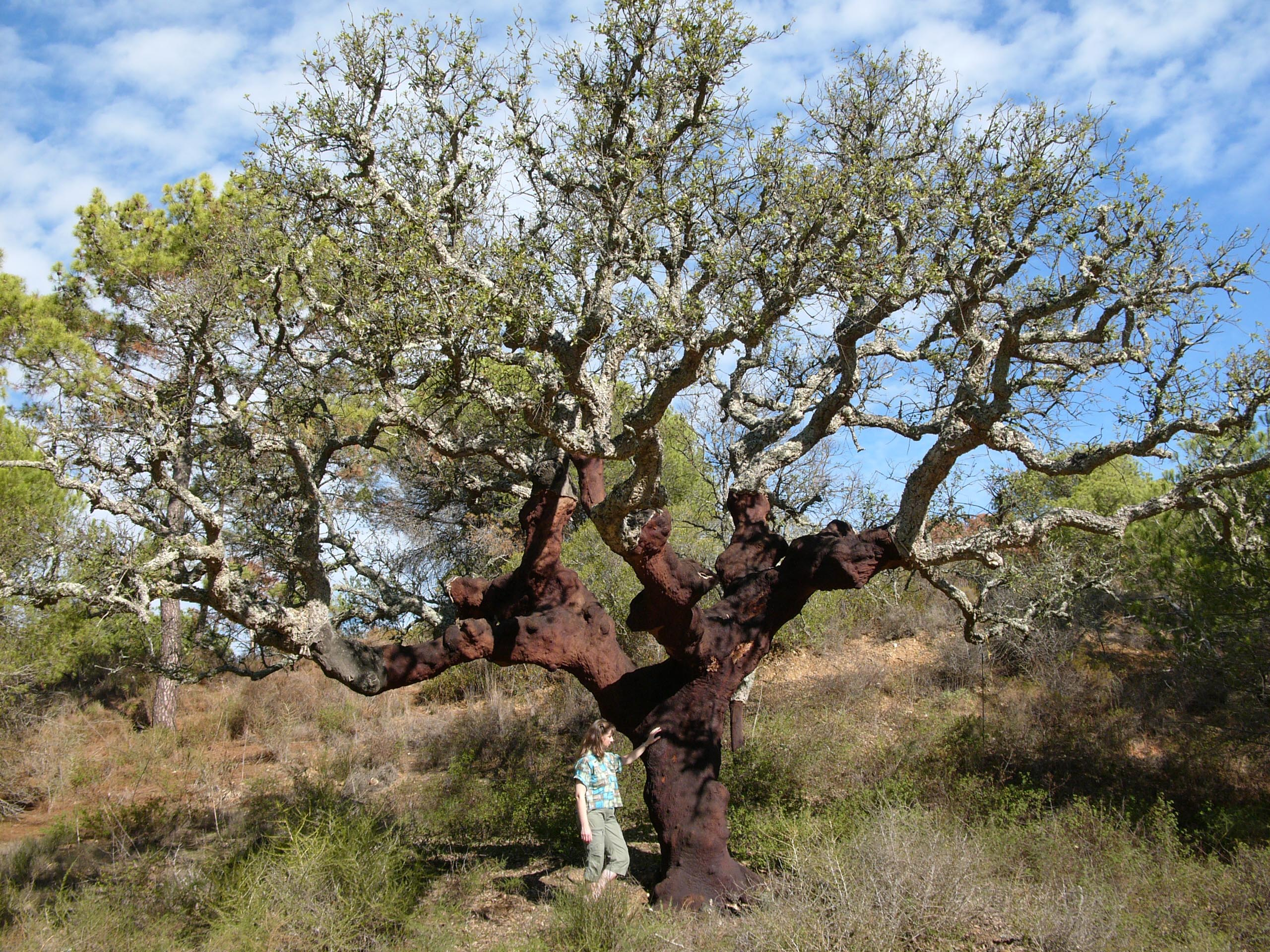
Mångårig korkek i Algarve.
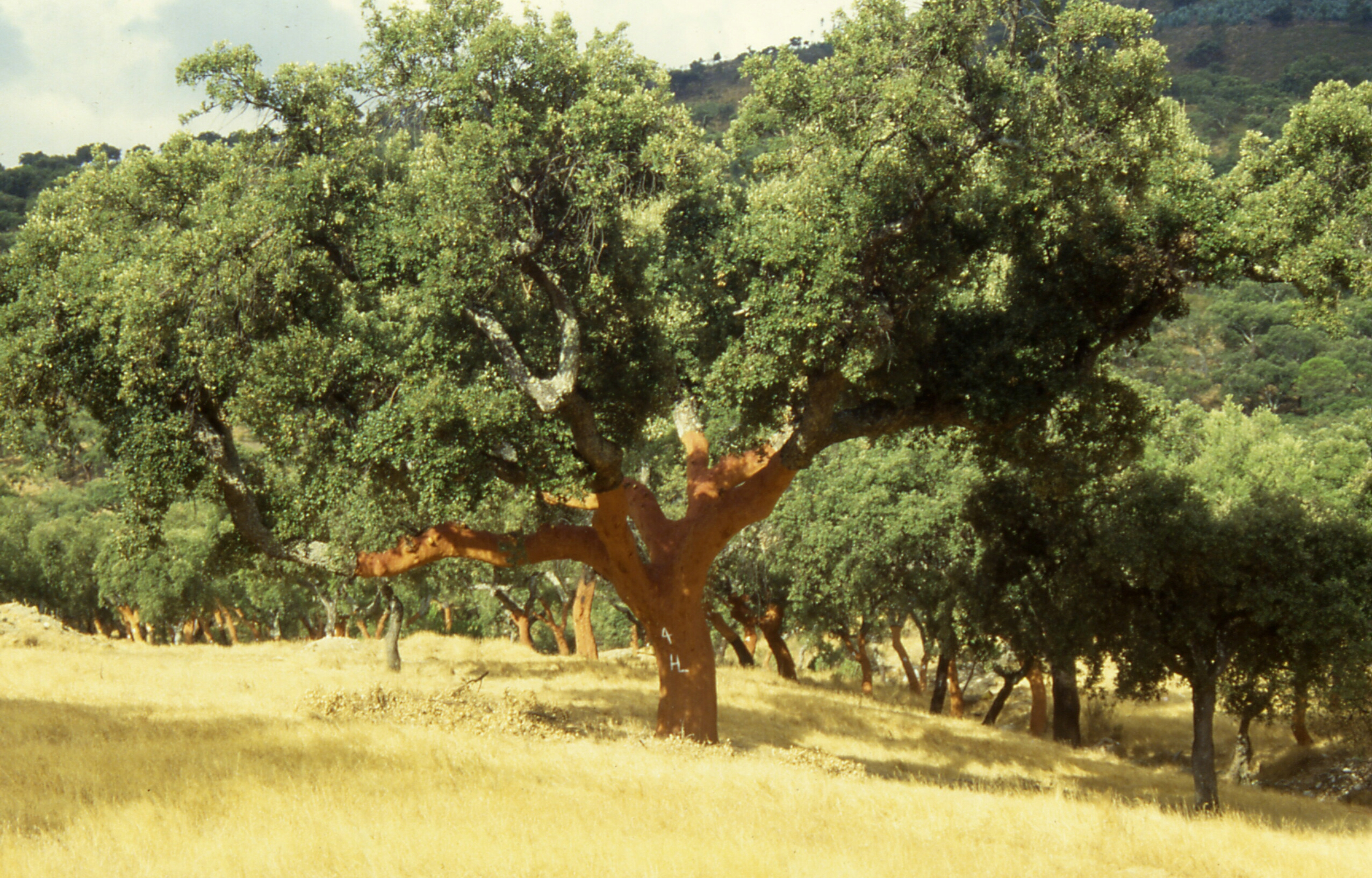
Korkekodling i Portugal. I bakgrunden syns både skördade träd och sådana som ännu inte blivit mogna för första skörd.
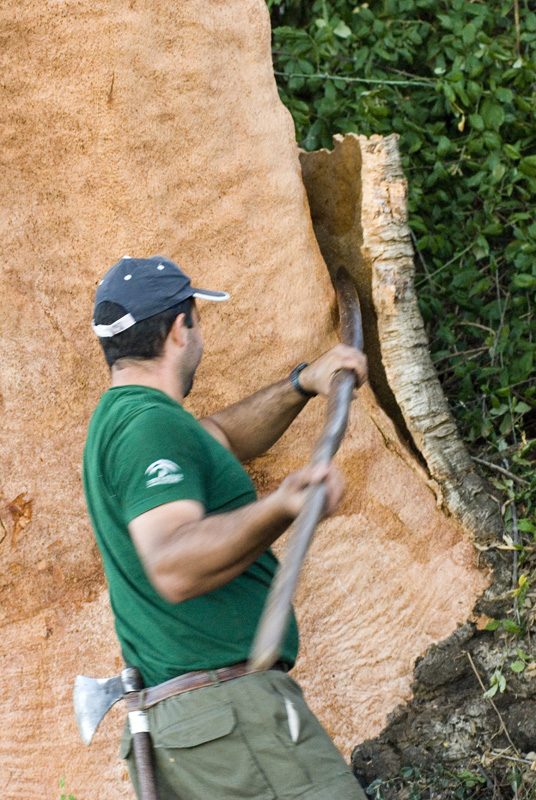
Barkning av en gammal, och mycket stor korkek i Aracena i Spanien
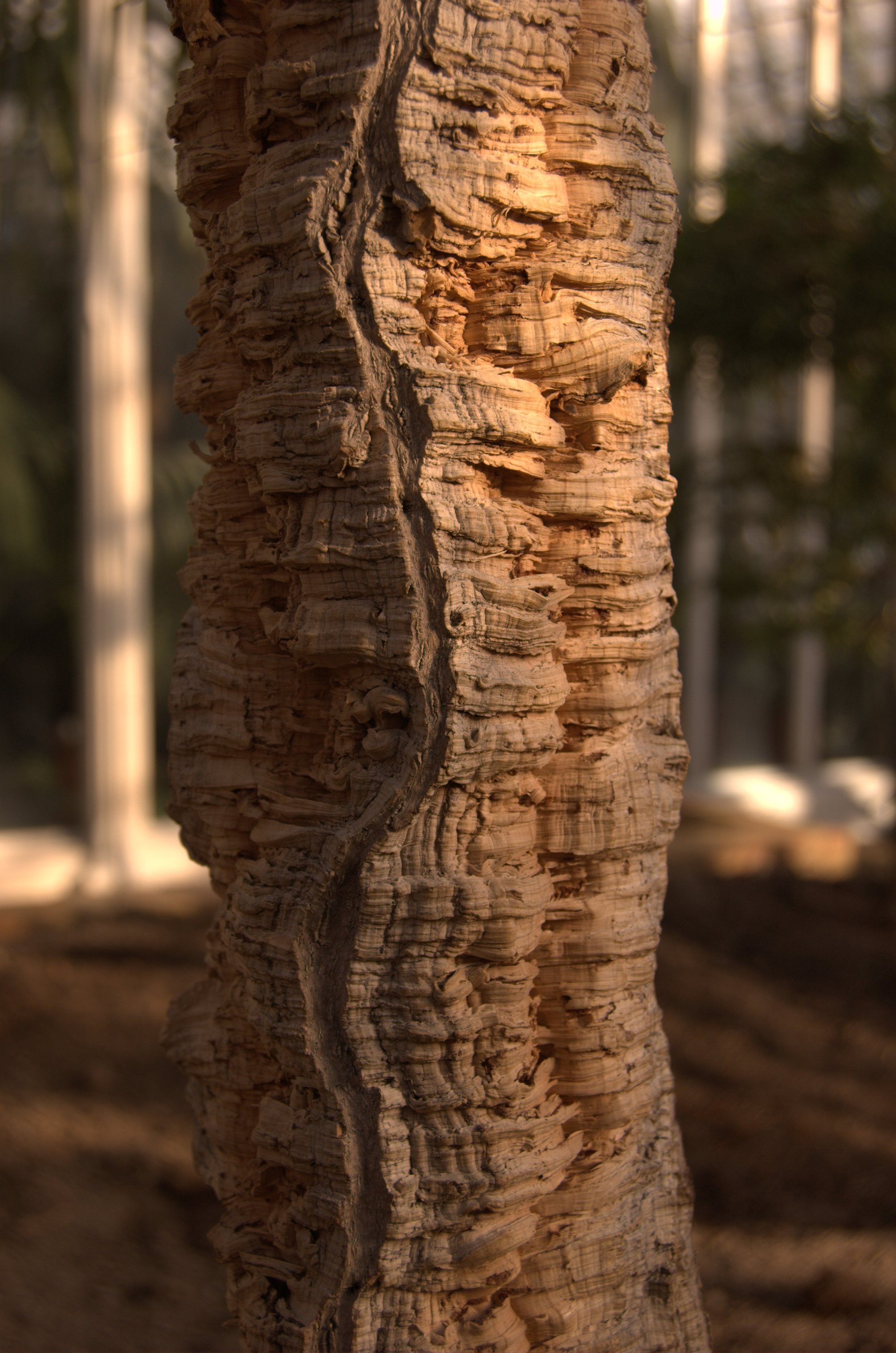
Typiskt utseende i väntan på skörd. Detta exemplar i Trädgårdsföreningens växthus i Göteborg (2006).
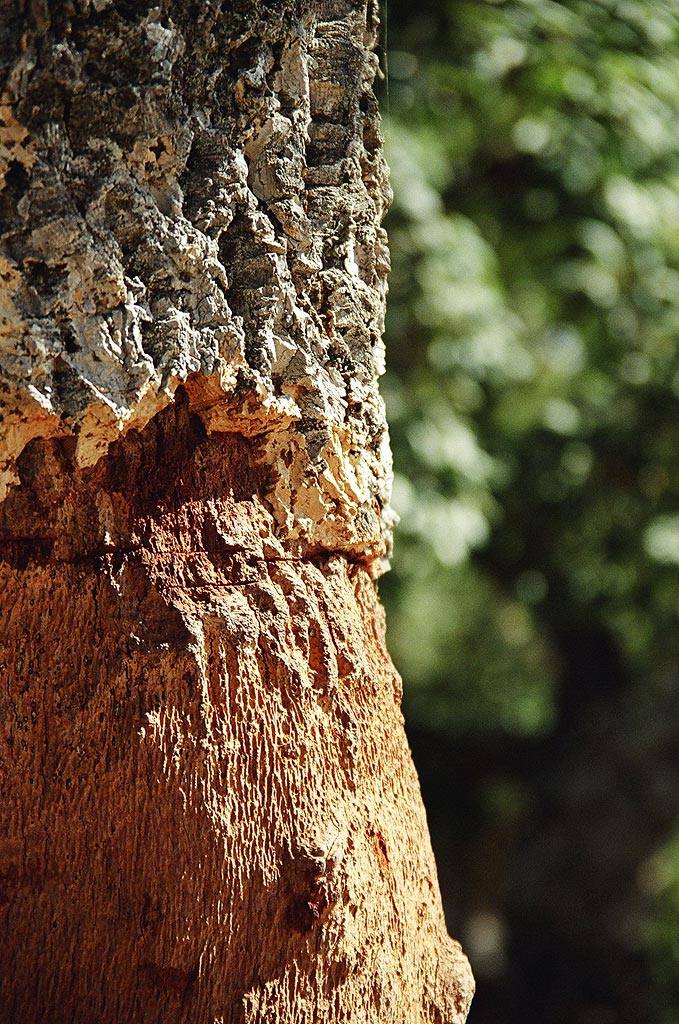
Nyskördad korkek nära Grazalema i Spanien.
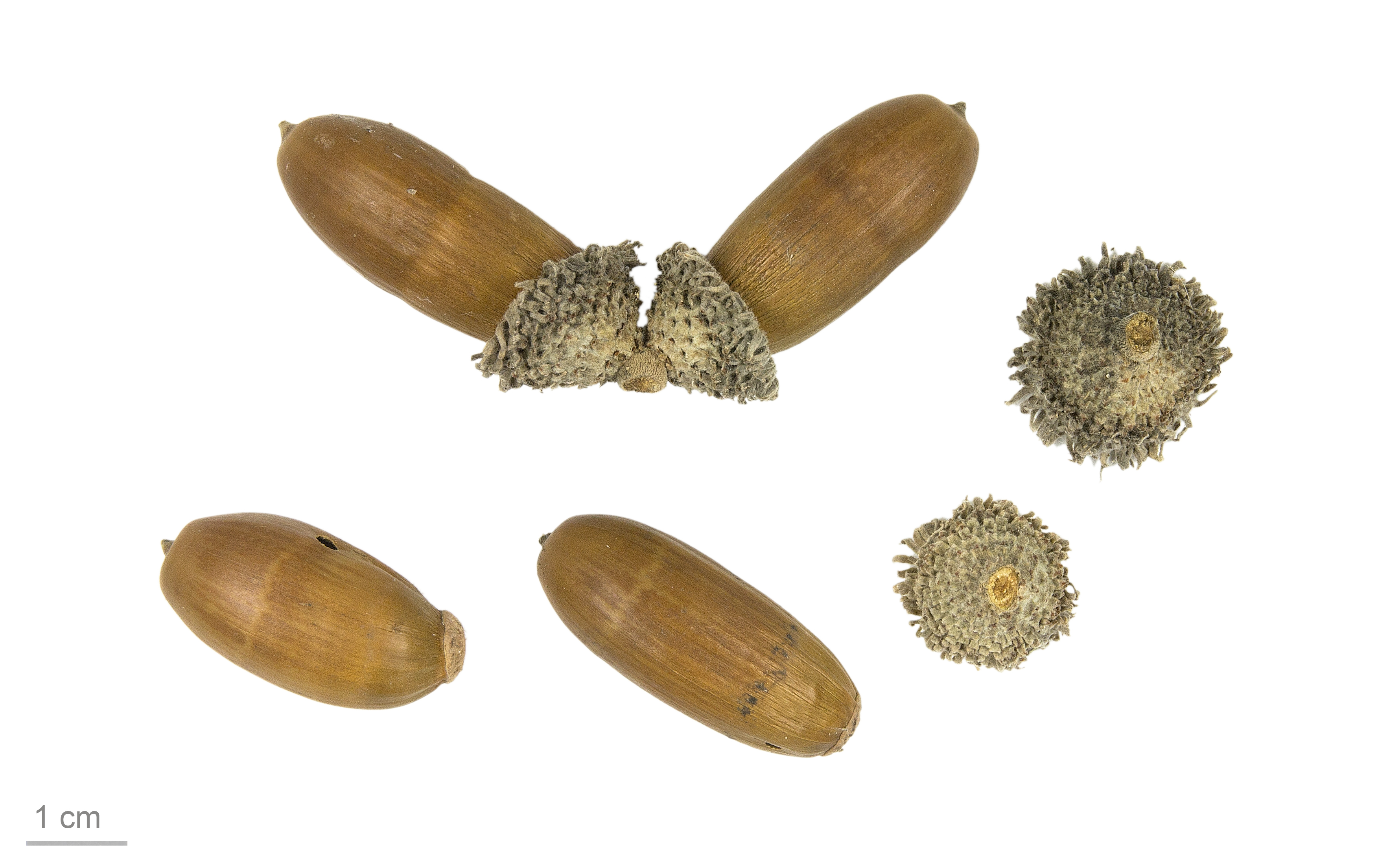
Quercus suber